# Hans Sturm
Hans Sturm (Schönau an der Katzbach, 3 de setembro de 1935 - 24 de junho de 2007) foi um futebolista alemão que atuava como atacante.

## Carreira
Hans Sturm fez parte do elenco da Seleção Alemã de Futebol, na Copa do Mundo de 1958 e 1962. 